# Pine River (Nive River)
Der Pine River ist ein Fluss im Zentrum des australischen Bundesstaates Tasmanien.

## Geografie

### Flusslauf
Der fast 28 Kilometer lange Pine River entsteht im Lake Antimony im Ostteil des Walls-of-Jerusalem-Nationalparks. Von dort fließt er nach Südosten und Süden und mündet in die Pine Tier Lagoon und damit in den Nive River.

### Nebenflüsse mit Mündungshöhen
Er hat folgende Nebenflüsse:
- Little Pine River – 689 m

### Durchflossene Seen
Er durchfließt folgende Seen:
- Lake Antimony – 1.056 m
- Pine Tier Lagoon – 681 m